# Подсветка ЖК-дисплеев

ЖК-дисплей в режимах с включённой и выключенной подсветкой

Подсветка ЖК-дисплеев — неизображающая оптическая система, осуществляющих освещение матрицы в ЖК-дисплеях. Используется для улучшения читаемости в условиях низкой освещённости в небольших дисплеях, а также в компьютерных мониторах и ЖК-телевизорах.
ЖК-дисплеи многих портативных устройств не оборудуются подсветкой, таким образом, они требуют освещения от внешних источников света. Тем не менее большинство современных дисплеев содержит встроенную подсветку.
Непосредственно сама подсветка состоит из следующих компонентов:
- непосредственно источник света (например, люминесцентная лампа);
- рассеиватель, осуществляющий равномерное подсвечивание всего дисплея;
- инвертор, осуществляющий преобразование напряжения, а также управление яркостью;

## Типы источников света
- Миниатюрные лампы накаливания;
- Электролюминесцентный излучатель;
- Люминесцентная лампа с холодным катодом (Cold Cathode Fluorescent Lamp, CCFL);
- Люминесцентная лампа с горячим катодом (HCFL);
- Люминесцентная лампа с внешними электродами (EEFL);
- Единичные светодиоды;
- Светодиодная матрица;
- Квантовые точки (Quantum Dot) — между блоком подсветки из синих светодиодов и слоем с жидкими кристаллами добавляется прослойка с  квантовыми точками, которые поглощают излучение светодиодов и излучают своё определенной длины волны. Первой, в 2013 году, данную технологию продемонстрировала Sony[1]. Затем на выставке CES 2015 аналогичные телевизоры показали TCL Corporation, Hisense, Samsung, LG Electronics[2].

Монохромные дисплеи обычно имеют подсветку жёлтого, зелёного, синего или белого цветов, цветные же, как правило, имеют подсветку белого цвета.

## Применение

ЖК-дисплей с подсветкой на лампе с холодным катодом

В небольших дешёвых ЖК-панелях обычно используется цветная светодиодная подсветка, хотя в последнее время всё большее применение находит белая светодиодная. В дисплеях большой площади часто используется подсветка на электролюминесцентных панелях, цветная либо же белая. В жидкокристаллических дисплеях компьютеров и телевизоров изначально была очень популярна подстветка люминесцентными лампами с холодным катодом (CCFL), которая впоследствии так же была практически вытеснена белой светодиодной.

## Светодиодная подсветка

ЖК-дисплей со светодиодно-матричной подсветкой

Светодиодные (LED) подсветки для ЖК-дисплеев делятся на категории по следующим признакам:
- цвет свечения: белый либо RGB;
- равномерность освещения: статическая либо динамическая;
- конструктивное исполнение: матричное либо боковое.

RGB-подсветка используется, как правило, для возможности тонкой подстройки спектра свечения. Кроме того, часто применяется дополнительная компенсация изменения спектра излучения светодиодов со временем.
В случае, если яркость подсветки матрицы регулируется одинаково по всей площади, подсветка называется статической. Если же существует возможность управления подсветкой индивидуальных частей матрицы (как правило, в зависимости от сюжета), подсветка называется динамической.
В зависимости от конструктивного исполнения, светодиодная подсветка может быть боковой, то есть устанавливаться по бокам от панели вместо обычных ламп подсветки, таким образом требуя рассеивателя, либо позади ЖК-матрицы. В последнем случае светодиоды организуются в матрицу того или иного разрешения, возможно, с индивидуальным управлением.

### Мерцание экрана
Если управление яркостью подсветки осуществляется широтно-импульсной модуляцией, экран едва заметно мерцает. Это можно проверить, быстро покачав ручкой или карандашом на фоне экрана. Если частота слишком маленькая, силуэт ручки распадётся на несколько (стробоскопический эффект). Если отдельных контуров ручки не видно, значит мерцания нет. У людей, чувствительных к мерцанию, устают глаза и может начаться мигрень.
Зафиксировать инструментально пульсацию подсветки монитора можно двумя способами:
1. Необходим люксметр с функцией пульсметра. На экран выводится белый лист, сенсорная часть пульсметра прислоняется к экрану. Пульсация более 5 %, представляет определенный вред для глаз и мозга.
2. Необходим спектрометр пульсации, который по периоду мерцания подсветки может отобразить весь спектр работы ШИМ. Принцип измерения тот же, но спектрометр выводит на экран компьютера результат в виде диаграммы. По результатам исследования установлено, что наибольшее мерцание экрана наблюдается при установке яркости менее 100 %. Чем меньше заданный уровень яркости, тем глубже и опаснее пульсация (мерцание) экрана. Особенно характерно для современных экранов с LED-подсветкой.